# Иван Драго
Иван Васильевич Драго — главный антагонист фильмов Рокки 4 и Крид 2. Главный соперник Рокки Бальбоа в фильме Рокки 4 и главный тренер Виктора Драго в фильме Крид 2. Герой компьютерной игры «Ivan Drago Justice Enforcer».
Роль Ивана Драго исполняет Дольф Лундгрен.
В опросе бывших чемпионов мира по боксу в тяжёлом весе и выдающихся писателей о боксе Драго занял 3 место среди лучших боксёров серии Рокки.

## Характеристики
- Рост: 197 см
- Тренер: Сергей Игоревич Римский
- Стойка: правша
- Весовая категория: тяжёлая
- Гражданство СССР→ Россия
- Количество боёв: 32
- Побед: 31
- Поражений: 1
- Любительская карьера — боёв: 100

## Биография персонажа
Иван Драго — золотой медалист Летних Олимпийских игр 1980 года и чемпион СССР по боксу. Он владеет ударом весом 800—1000 кг (1850—2150 фунтов), тогда как удар среднего боксёра-тяжеловеса 350 кг. Драго — капитан советской армии и, как видно по орденам на его груди, также является Героем Советского Союза. Драго ежедневно тренируется, чтобы быть непревзойдённым бойцом. Его средний ритм и сила удара постоянно измеряются с помощью компьютера. Предположительно, Драго получает внутримышечные инъекции в фильме (анаболические стероиды), хотя фактическая природа инъецированного раствора никогда не указывается в явном виде.
Его жена — Людмила Драго, является олимпийской чемпионкой по плаванию. Зная английский, она часто выступает от имени мужа на пресс-конференциях. Она отвергает обвинения в использовании её мужем стероидов и, объясняя его удивительную силу, говорит: «Он, как ваш Попай. Он ест шпинат каждый день!» В фильме «Крид 2» показано, что Драго и Людмила развелись в результате его проигрыша против Бальбоа и теперь являются родителями сына по имени Виктор, который также является профессиональным боксёром.

### Рокки 4
Иван Драго прибывает в США и сразу же получает вызов от бывшего чемпиона в тяжёлом весе Аполло Крида. На пресс-конференции Бальбоа и Крид подшучивают над Драго (например, когда у Рокки спрашивают, сможет ли Крид победить Драго, он отвечает: «Думаю, ему сначала понадобится лестница»). Крид откровенно хамит и ведет себя агрессивно. Тренер Драго говорит, что Крид потерял чувство реальности, что он постарел и ему слишком опасно выходить против русского боксера. Аполло пытается завязать драку на конференции, но его уводят. После этого Драго демонстрирует свои качества — свой удар силой 1000 кг, свою скорость и выносливость. Перед боем Крид устраивает шоу ещё большее, чем при встрече с Рокки, однако Драго проявляет полное безразличие к этому. После этого Крид говорит: «В школу иди. Тебе за парту пора!». Затем он ударяет по кулакам Драго сверху, но как будто о каменную стену. Драго говорит: «You will lose! (Ты проиграешь!)». В начале поединка Аполло маневрирует и наносит удар за ударом в голову Драго. Советский боксёр внезапно пробивает мощный удар в голову Аполло и перехватывает инициативу, немилосердно избивая оппонента. После первого раунда Крид еле стоит на ногах. Рокки предлагает Аполло остановить бой, но Крид отказывается. Во втором раунде Драго буквально размолачивает Аполло, который, упав на пол, умирает на руках Рокки. Драго побеждает техническим нокаутом. Рокки вызывает Драго на бой, советская сторона предлагает провести встречу в Москве. Комитет по боксу отказывается регистрировать этот бой (если Рокки проиграет, он останется чемпионом мира). Рокки приезжает на уединённый хутор в советской сельской глубинке и тренируется при помощи подручных средств, в то время как Драго использует новейшую технику. Перед боем Драго говорит Рокки: «I must break you! (Я тебя сломаю!)», и сильно бьёт по рукам Бальбоа сверху. Первый раунд Драго провёл отлично. Он избил Рокки и почти не устал. Однако во втором раунде Рокки огрызнулся, нанёс сильный удар Драго и сделал ему рассечение. Остальные раунды Драго также доминировал и несколько раз отправил Бальбоа в нокдаун. В итоге Драго мог с лёгкостью победить по очкам, но в конце боя Рокки наносит удар, который нокаутировал Драго.

### Рокки 5
Иван Драго показан в начале фильма во флешбэке. После боя с ним Рокки сидит в раздевалке и говорит, что Драго сломал частицу его. На пресс-конференции после боя претендент на титул Рокки Юнион Кейн говорит ему: «Я побью тебя сильнее, чем русский».

### Rocky: The Ultimate Guide
Согласно книге «Rocky: The Ultimate Guide», Драго не разрешили возобновить его боксёрскую карьеру после его проигрыша Рокки Бальбоа из-за особых обстоятельств, из-за которых он не мог официально стать профессионалом в СССР. Драго стал профессионалом после распада Советского Союза и набрал рекорд 31-0 (31 KO), а также выиграл часть тяжеловесного титула. При этом он никогда не боролся за звание чемпиона и не боролся с самыми главными претендентами (как профессионал) из-за политики продвижения.
После проигрыша против Рокки Драго был забыт в СССР, а Людмила развелась с ним, оставив ему на воспитание их сына Виктора. После окончания холодной войны Драго был вынужден переехать на Украину, где он жил скромной жизнью, неустанно обучая Виктора быть ещё более грозным боксёром, чем он был.

### Крид 2
В «Криде 2» после того, как Виктор выбивает всех противников, с которыми он сталкивается на Украине, и Адонис Крид выигрывает чемпионат мира в супертяжёлом весе, Иван и Виктор Драго вместе с Бадди Марселем едут в Филадельфию, чтобы бросить вызов Адонису за титул. Драго посещает Рокки в его ресторане «У Адрианы», чтобы рассказать ему, что их бой стоил ему всего, а проигрыш сломал ему жизнь. Он угрожает отомстить за свой былой проигрыш, сказав: «Мой сын сломает твоего пацана».
После того, как Адонис принимает бой, а Рокки отказывается его тренировать, Драго усиливает тренировочный режим Виктора, добавляя взвешенные подбородки и отжимания на боевой верёвке. Во время взвешивания Драго издевается над Адонисом, говоря ему, что он намного меньше, чем Аполло. Взбешённый Адонис толкает Драго, и между двумя лагерями вспыхивает схватка.
Во время боя на ринге Виктор избивает Адониса, ломая его рёбра и зверски травмируя его почки. Однако победу Виктору не засчитали и дисквалифицировали его за то, что он нанёс удар Адонису, когда он уже лежал на полу. Однако это не помешало Виктору показать всему миру то, насколько он сильный, и тем самым частично восстановить доверие к Драго от России. После боя Иван Драго устроил обеденное совещание, куда пришла и сама Людмила, в результате чего Виктор с отвращением выбегает. Он ругает своего отца за то, что он ищет признания у тех самых людей, которые отвернулись от него, когда он нуждался в них. Иван объяснил, что они не могли иначе, так как тогда он проиграл тот самый бой против Бальбоа.
Всё ещё не имея настоящего пояса чемпиона, семья Драго снова бросают вызов Адонису, и бой должен состояться в России. Иван доводит Виктора до предела в подготовке к бою. Тем не менее, Адонис тоже натренировал своё тело, чтобы многократно поглощать тяжёлые удары, и использует нехватку Виктора в технике и уверенность в силовых ударах в свою пользу. Реванш состоялся в Москве. Виктор входит в десятый раунд с небольшим отрывом, но начинает выдыхаться, так как он никогда не проходил дальше четвёртого раунда в предыдущих боях, не выбивая своего соперника. Адонис дважды сбивает Виктора с ног, и многие сторонники Виктора, включая Людмилу, покидают бой. Заметив это, Иван в полной мере осознаёт правоту Виктора, а также то, что здоровье и жизнь сына для него важнее всяких побед. В результате Драго спасает Виктора, выбросив на ринг белое полотенце, тем самым останавливая бой и позволяя Адонису выйти победителем. Несмотря на то, что Виктор проиграл бой и зол на себя, отец после боя обнимает своего сына и говорит, что гордится им. Забыв свои прошлые обиды и амбиции, Иван продолжает обучать его, но уже не как тренер, а как любящий отец.
Существует не вошедшая в фильм сцена, где Адонис после боя встречается в раздевалке с Виктором и признает его достойным противником. Когда приходит Иван, Адонис удаляется, сталкиваясь у выхода с Рокки. Иван и Рокки обмениваются взглядами, давая понять, что их вражда ушла в прошлое.

#### Вырезанный бой с Рокки
Изначально для фильма «Крид 2» планировалась сцена драки между Рокки и Иваном Драго в больнице.
После того, как Адонис был ужасно избит сыном Драго. Навестив Адониса в больнице, Рокки собирался уходить, но в этот момент Драго и промоутер появляются в больнице со съемочной группой. Они планировали подняться наверх, к избитому бойцу, но Рокки останавливает их и не подпускает, в результате между Рокки и Иваном завязывается второй бой. Данная сцена всё же была отснята, но в сам фильм в прокате она так и не вошла.

### Сольный фильм
В ноябре 2021 года было объявило о разработке фильма, посвященного предыстории Ивана Драго. К июлю 2022 года MGM официально объявила о старте проекта. В качестве сценариста проекта выступила Роберт Лоутон. Объявление о спин-оффе было встречено критикой со стороны Сильвестера Сталлоне, который заявил, что продюсер Ирвин Винклер «эксплуатирует» франшизу.

## Личность
В отличие от предыдущих противников Рокки, Иван тихий и не хвастливый и движим желанием быть лучшим любой ценой. Многие зрители и критики предполагают, что образ Ивана Драго был призван символизировать восприятие Америкой СССР: огромного, мощного и безэмоционального. Драго, как правило, позволяет его жене и тренеру говорить от его имени в прессе. Обычно выражается лаконично, короткими предложениями.

## В видеоиграх
1. Иван Драго, является главным героем и управляемым персонажем во флеш игре Ivan Drago Justice Enforcer.
2. 2002 — Rocky
3. 2004 — Rocky Legends
4. 2007 — Rocky Balboa
5. 2009 — Fight Night Round 4
6. 2011 — Fight Night Champion
7. 2015 — мобильная игра «Real Boxing 2 Creed»
8. 2018 — Creed: Rise to Glory

## Критика и отзывы
Комментарии к Драго часто характеризуют его как гиперболическое изображение советской власти в контексте последней части холодной войны. Этот символизм особенно отчетлив в некоторых строках фильма, в том числе в дикторе радио, который говорит: «Иван Драго - человек, в углу которого встречает целая страна». Другие характеризуют Драго, в отличие от Рокки, как прототип героя США, и что поражение Драго представляет собой крушение Советского режима.
Некоторые, однако, заметили индивидуализм Драго. Ближе к концу фильма, когда Драго сталкивается с функционером Коммунистической партии, этот боец из коллективистского СССР кричит во все горло: «Я борюсь за победу! ДЛЯ СЕБЯ!!! ДЛЯ СЕБЯ!!!» Тем самым показывая, что Драго хочет победить, но не ради толпы людей и фанатов, не ради нации, не ради коммунистической партии и не ради Политбюро. Он хочет выиграть только для себя.
В 2004 году «The Washington Times» сослалась на Ивана, сравнивая советско-американские соперничества на Олимпиаде во время холодной войны: «национализм делает Олимпийские игры достойными внимания. Квасной патриотизм делает их достойными внимания». Патрик Хруби, писавший для «The Times» отметил, что без воплощения соперничества в лице Ивана Драго Олимпийские игры были бы не такими веселыми.
Российский посол доброй воли Катя Лычёва возразила против персонажа Ивана Драго, заявив, что в фильме он используется для очернения русского народа.